# Процівський заказник

«Процівський» — іхтіологічний заказник місцевого значення. Заказник розташований на території Бориспільського району Київської області, Вороньківська сільська рада. Створено рішенням 6 сесії ХХІІІ скликання № 79-06-ХХІІІ від 02.02.1999 р.
Територія заказника є важливою відтворювальною ділянкою для риб Канівського водосховища, що розміщується вздовж захисної дамби в районі сіл Вишеньки та Проців. Площі його зарослих міляків — нерестові угіддя фітофільних видів риб і місце нагулу їх молоді. Тут також багате різноманіття птахів, як перелітних, так і гніздуючих.
Площа заказника — 563 га, створений у 1999 році.